# Skyscraper (1996)
Skyscraper ist ein US-amerikanischer Actionfilm aus dem Jahr 1996 mit Anna Nicole Smith in der Hauptrolle.

## Handlung
Carrie Wink ist Hubschrauberpilotin, die für einen Helikopter-Taxiservice arbeitet. Ihr Ehemann ist der Polizei-Detective Gordon Wink, der beim LAPD arbeitet.
Der südafrikanische Verbrecher Fairfax ist auf der Suche nach vier speziellen elektronischen Geräten, mit denen er die Machtbalance der Welt verändern kann. Mittels Betrug und Gewalt hat er drei der Geräte an sich bringen können. Das vierte Gerät soll sich im Zitex-Gebäude, einem 86-stöckigen Wolkenkratzer in Los Angeles, befinden.
Carrie wird zu einem Auftrag gerufen. Sie soll zwei Personen, Fairfax und seinen Helfer Jacques, zum Zitex-Gebäude fliegen. Fairfax kann mit Hilfe seiner Leute das Sicherheitssystem des Gebäudes umgehen, das Wachpersonal ausschalten und ein ganzes Stockwerk in seine Gewalt bringen. Er trifft sich mit Cranston, der das vierte Gerät besitzt. Fairfax will Cranston töten, doch Cranston kann schwer verletzt mit dem Koffer, in dem sich das Gerät befindet, entkommen. Er trifft auf Carrie, die ihn zum Dach führt. Dort übergibt er ihr den Koffer mit der Warnung, ihn nicht in die Hände des Südafrikaners fallen zu lassen.
Carrie versteckt den Koffer und kümmert sich um einen Jungen, dessen Mutter von den Verbrechern niedergeschossen wurde. Einen überlebenden Wachmann bittet sie um seine Waffe. Nun macht sich Carrie auf in das Stockwerk, in dem sich die Geiseln befinden. Sie steckt Papierkörbe in Brand, damit das Warnsystem die Feuerwehr alarmiert. Außerdem will sie so die Überwachungsmonitore unbrauchbar machen. Doch sie wird von Fairfax gefangen genommen, der ihr die Freiheit im Gegenzug für den Koffer verspricht. Carrie wird Zeuge, wie eine männliche Geisel erschossen wird, nachdem er für seine Freiheit das Geld, das er durch Computerbetrug ergaunert hat, als Lösegeld angeboten hat. Carrie verrät, wo sich der Koffer befindet, und wird zusammen mit einem Wächter in einen Raum eingeschlossen.
Gordon, der nicht weiß, dass sich seine Frau im Gebäude befindet, untersucht die Vorkommnisse um Fairfax. Er weiß nicht, dass sich seine Frau in Gefahr befindet, und findet zufällig ihr Handy in der Nähe des Zitex-Gebäudes. Nun macht er sich Sorgen um Carrie, die von ihrem Wächter bedrängt wird. Sie kann ihn mit einem Messer verletzen und schließlich erschießen. Nachdem sie einen weiteren Terroristen erschossen hat, kann sie die Geiseln befreien. Gordon befindet sich in einem Kampf Mann-gegen-Mann mit einem Terroristen, wird aber von seiner Frau gerettet.
Fairfax hat mittlerweile das Gerät gefunden. Er tötet seinen Helfer Jacques und hetzt zum Dach, um sich von Carrie ausfliegen zu lassen. Gordon befindet sich ebenfalls auf dem Dach und wird von Fairfax angeschossen. Carrie trifft ein und tritt Fairfax die Waffe aus der Hand. Nach einem kurzen Kampf kann Carrie Fairfax vom Dach des Wolkenkratzers stürzen. Carrie und Gordon kümmern sich um den Jungen und nehmen ihn mit hinunter. Dort trifft er mit seiner Mutter zusammen, die von Sanitätern versorgt wird.

## Kritiken
Das Lexikon des internationalen Films beschrieb das Werk als „einfallsloser, brutaler Actionfilm, der seine dünne Geschichte nur mühsam auf Spielfilmlänge bringt und in dem jede Szene die Unbeholfenheit seiner Macher belegt.“
Die Filmzeitschrift Cinema legte das Hauptaugenmerk auf die körperlichen Vorzüge des ehemaligen Fotomodells Anna Nicole Smith: „Ein Trost: In einem Film mit Anna Nicole Smith gibt es frei nach Russ Meyer immer etwas Herausragendes!“

## Hintergrund
Der Film war als Direct-to-Video-Produktion ausgelegt und startete am 24. Juli 1996 in den USA. In Deutschland erschien er schon fünf Tage später.